# Рокфеллер, Лив
Лив Рокфеллер (норв. Liv Rockefeller), урождённая Лив Кушерон Торп (норв. Liv Coucheron Torp), в первом замужестве Лив Хейердал (норв. Liv Heyerdahl; 4 августа 1916, Адалсбрук, Лётен, Хедмарк, Норвегия — 14 апреля 1969, Камден, Нокс, Мэн, США) — норвежская путешественница, всемирно известная как первая жена норвежского путешественника, писателя и археолога Тура Хейердала, с которым в 1937 году она совершила совместную поездку в Полинезию на остров Фату-Хива. Об этом, своём первом путешествии и жизни на острове Хейердал написал книгу «В поисках рая» (позднее переизданную им под названием «Фату-Хива. Возврат к природе»), после выхода которой Лив и стала известной.

## Биография
Лив родилась 4 августа 1916 года в селении Адалсбрук коммуны Лётен губернии Хедмарк Норвегии в семье бухгалтера Андреаса Эдвардсена Торпа (Andreas Edvardsen Torp, 1884—1951) и Анны Хеннингине Кушерон Торп (Anna Henningine Coucheron Torp, 1894—?), оба — уроженцы Норвегии.
Лив познакомилась с Туром Хейердалом, когда они оба были студентами Университета Осло, где она изучала экономику. Когда они поженились, ей было всего 20, а ему 22 года. Они поженились в канун Рождества 1936 года, а на следующий день отправились в южную часть Тихого океана на Маркизские острова, где обосновались на острове Фату-Хива. Этот остров находится в 1000 милях от Таити, и добраться до него в то время можно было только на шхуне, занимающейся торговлей кокосами, которая приходила туда один раз в год. Молодожёны высадились на этот субэкваториальный берег без провизии, оружия и радио, взяв с собой только мачете и кастрюлю. Туземцы были угрюмыми и недружелюбными к ним. На острове только недавно был прекращён каннибализм. Последний живой каннибал сделал неприятное замечание, глядя на Лив, что женское предплечье было самым восхитительным с точки зрения человеческой плоти. Жизнь на острове оказалось сложной по многим причинам: из-за тропической жары, разносящих болезни комаров, ядовитых насекомых и змей, враждебно настроенных и опасных местных жителей, тропических ливней и опасных для жизни кожных заболеваний. Однако им удалось построить традиционную хижину и жить за счет даров природы, а также собирать и изучать зоологические и ботанические образцы. Они также обнаружили удивительные артефакты и истории из местного устного фольклора, которые в сочетании с наблюдениями за преобладающими ветрами и течениями привели их к гипотезе о том, что в древности люди могли прийти в Полинезию из Южной Америки на востоке. Общепринятая теория заключалась в том, что древний человек пришел в Полинезию исключительно из Азии на западе. Проведя на острове девять месяцев, они вернулись в Норвегию. Вскоре после этого у них родились сыновья Тур (родился 26 сентября 1938 года) и Бьёрн (родился 15 сентября 1940 года).
После окончания Второй мировой войны Лив помогала Туру организовывать экспедицию «Кон-Тики». Она помогала ему в создании многих документов и в выступлениях. Однако жизнь в центре внимания, ставшая закономерным следствием подготовки, её мало устраивала. Она должна была быть дома со своими маленькими сыновьями. Лив и Тур развелись незадолго до начала экспедиции «Кон-Тики». Она вырастила двух сыновей в небольшом доме в заснеженных горах Лиллехаммера, в основном одна.
В 1956 году Лив вышла замуж за американского путешественника и писателя Джеймса Стиллмана Рокфеллера-младшего, сына банкира и олимпийского чемпиона по академической гребле Джеймса Стиллмана Рокфеллера. Джеймс С. Рокфеллер-младший плавал в южной части Тихого океана в течение трёх лет и к тому времени только что закончил наблюдения за миграцией северных оленей в арктической Норвегии, которые он проводил вместе с саамами, работая над документальным фильмом. В Норвегии они прожили шесть лет, здесь у них родились дети Лив (р. 1958) и Ола, после чего вся семья переехала в штат Мэн в США, где они обосновались на старой черничной ферме на побережье. Здесь в городе Камден округа Нокс 14 апреля 1969 года Лив ушла из жизни в возрасте 52 лет из-за меланомы. По предположениям родных, это заболевание, возможно, было результатом её пребывания под экваториальным солнцем Фату-Хивы и почти смертельной кожной болезни и инфекции, которые она перенесла там.

## Киновоплощения
В 2012 году вышел норвежский исторический художественный кинофильм «Кон-Тики» об экспедиции Тура Хейердала и его команды на плоту «Кон-Тики» в 1947 году. Роль Лив Хейердал в нём сыграла норвежская актриса Агнес Киттельсен.